# 天祐紹杲
天祐紹杲（てんゆう しょうこう、天正14年（1586年） - 寛文6年9月21日（1666年10月19日））は、江戸初期の臨済宗の僧、大徳寺住持。

## 略歴
近江国出身で美濃部（本姓は菅原氏）氏の出自と伝わる。天祐は道号、紹杲は諱、別号に夢伴子・実夢叟などがある。万江宗程に師事し、寛永2年6月18日（1625年7月22日）大徳寺169世住職となった。仏海祖燈禅師の号を後水尾天皇より賜った。のち大和宇多に長泉山徳源寺（織田信雄菩提寺）を開山し、寛文6年9月21日（1666年10月19日）に入寂した。
大徳寺では梅厳院、大徳寺南庭を作庭したとされ墨跡としても名を残し、森鷗外が細川藩で起きた悲劇を描いた小説『阿部一族』の中に登場する人物として知られている。また、大徳寺154世住持である沢庵宗彭と親しかったと伝えられる。